# 제6보병사단 (미국)
제6보병사단(영어: 6th Infantry Division), 붉은별(Red Star) 사단으로도 알려진, 제1차 세계 대전, 제2차 세계 대전, 냉전 기간 동안 활약하고, 1994년 7월에 해산한 미국 육군의 보병사단이었다.

## 역사

### 제1차 세계 대전
1917년 11월 창설되었다. 2개 제11, 12보병여단, 4개 연대, 각각 3개 기관총대대와 야전포병대대를 예속받고, 제1차 세계 대전에 참전하기 위해 훈련했다. 이듬해 1918년 6월 프랑스로 건너가 43일 동안 뫼즈-아르곤 공세에 참여하고 다른 여러 전투를 치렀는데, 38명이 전사하고 348명이 부상당했다. 종전 후, 1919년 6월 귀국하였고 1921년 9월 30일 일리노이주 캠프 그랜트에서 동원 해제가 되면서 부대는 해산하였다.

### 제2차 세계 대전
1939년 10월 12일 사단은 재소집되었다. 제2차 세계 대전에서 일본의 진주만 공습 이후, 제1, 20, 63보병연대를 이끌고 1943년 7 ~ 8월간 하와이 오아후섬을 방어하는 임무를 수행하였다. 임무를 수행하는 한편, 정글전 훈련을 한 뒤, 1944년 1월 31일 뉴기니아 마일른만으로 옮겨가 같은 해 6월까지 계속 훈련했으며, 같은 달 14 ~ 18일에는 네덜란드령 뉴기니의 토엠-와케테 지역에서 첫 전투 전투를 치루고, 토엠 서쪽에서 외딴나무언덕 전투에 참전하였다.
마닐라 전투에 참전했다. VJ-데이를 맞이할때까지 카가얀밸리 지방에서 필리핀군과 함께 주둔하고, 이후 한반도로 건너갔다. 한국 군정기가 끝나고 주한 미군이 철수하는 중에 1949년 1월 10일, 대한민국 대구부에서 해산하였다.

### 냉전
1950년 10월 1일, 캘리포니아주 포트 오드에서 활동을 재개했다. 한국 전쟁에는 참전하지 않았으나, 1956년 4월 3일까지 병력 보충을 위해 장병들을 훈련하였다.
베트남 전쟁이 한창인 1967년에 켄터키주 포트 캠벨에서 제11보병여단을 예속받아 베트남 공화국에 파견되기 위해 재소집되었지만, 로버트 맥나마라 국방부 장관이 취소하여 1968년 7월 25일에 해산하였다. 제11보병여단은 독립전투부대로 베트남 공화국에 배치되었다.
1986년 4월 16일, 알레스카주 포트 리처드슨에서 제172보병여단를 제1여단으로 예속받아 경보병사단으로서 활동을 재개하였다. 1992년에 냉전에 끝나자 규모를 줄이기 위해 1994년 7월 6일에 사단은 해체되었다. 제1여단은 제172보병여단으로 재조정되어고, 동시에 미국 유럽 육군의 예속부대로서 유럽으로 옮겨갔다.

## 전투 서열

### 제1차 세계 대전
- 제11보병여단
  - 제51보병연대
  - 제52보병연대
  - 제17기관총대대
- 제12보병여단
  - 제53보병연대
  - 제54보병연대
  - 제18기관총대대
- 제16기관총대대
- 제3야전포병대대
- 제11야전포병대대
- 제78야전포병대대

### 제2차 세계 대전
- 제1보병연대
- 제20보병연대
- 제63보병연대
- 제1야전포병대대
- 제51야전포병대대
- 제53야전포병대대
- 제80야전포병대대 (155mm)
- 제6통신중대
- 제706병기중대
- 제6병참중대
- 제6정찰중대
- 제6공병대대
- 제6의무대대
- 제6방첩파견대

### 1989년
- 사단 본부 및 본부중대
- 사단 군악대
- 제1여단 - 포트 리처드슨
  - 제17보병연대, 1대대

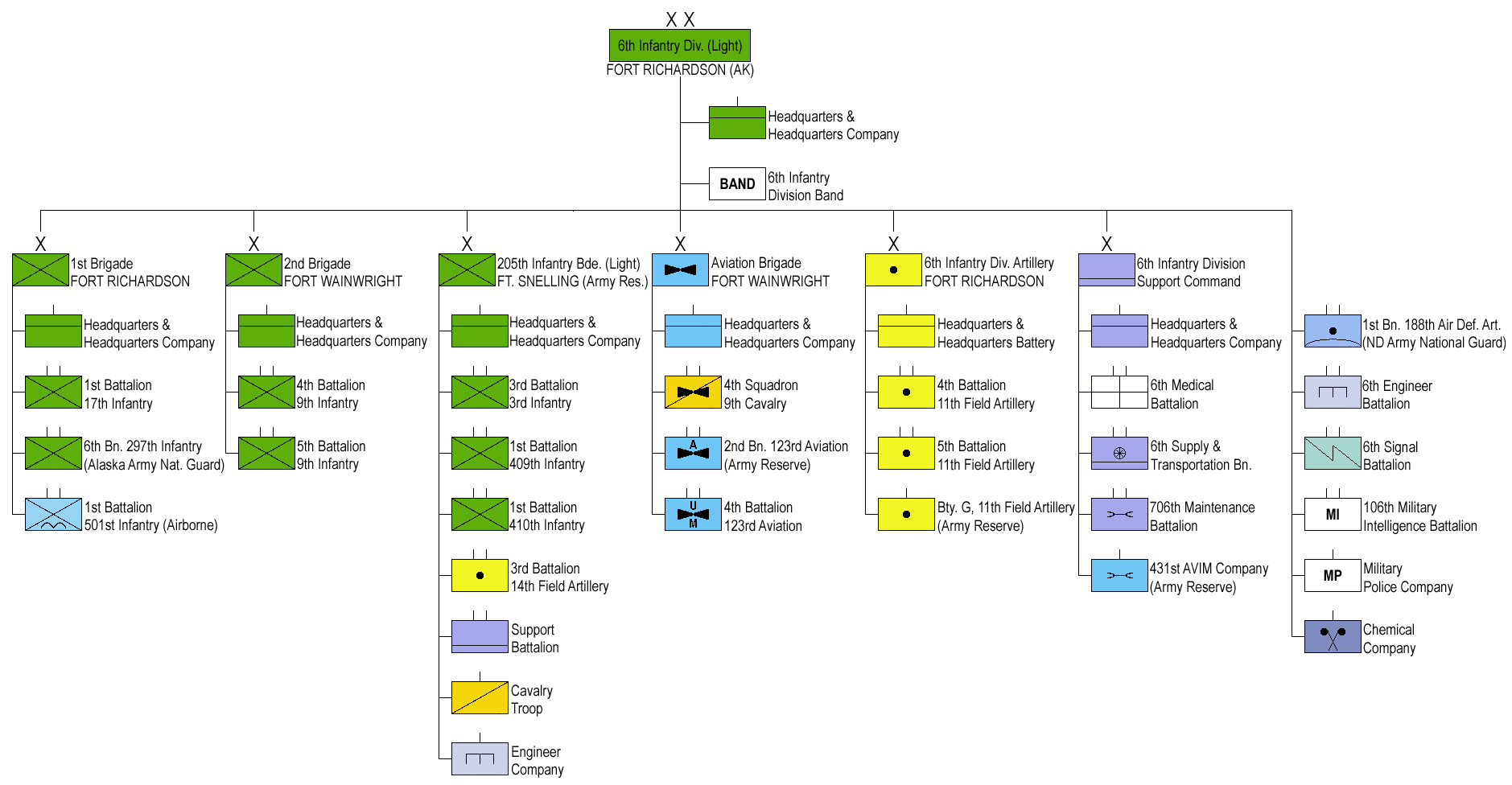
1989년 전투 서열

  - 제297보병연대, 7대대 (알래스카 육군 국가방위대)
  - 제501보병연대, 1대대
- 제2여단 - 포트 웨인라이트
  - 제9보병연대, 4대대
  - 제9보병연대, 5대대
- 제205경보병여단 (미네소타 육군 국가방위대) - 포트 스넬링 (육군 예비군)
  - 제3보병연대, 3대대
  - 제409보병연대, 1대대
  - 제410보병연대, 1대대
  - 제14포병연대, 3대대
  - 지원대대
  - 기병중대
  - 공병중대
- 사단 항공여단 - 포트 웨인라이트
  - 제9기병연대, 4전대 (항공기병)
  - 제123항공대대, 2대대 (공격)(육군 예비군)
  - 제123항공대대, 4대대 (유틸리티)
- 사단 포병대 - 포트 리처드슨
  - 제11포병연대, 4대대
  - 제11포병연대, 5대대
  - 제11포병연대, G중대 (육군 예비군)
- 사단지원사령부
  - 제6의무대대
  - 제6보급수송대대
  - 제706정비대대
  - 제431항공정비중대 (육군 예비군)
- 제18방공포병연대, 1대대 (노스다코타 육군 국가방위대)
- 제6공병대대
- 제6통신대대
- 제106군사정보대대
- 군사경찰중대
- 화학중대

## 역대 사단장
| 계급 | 성명                  | 취임일           | 이임일           |
| COL. | 찰리 E. 테이먼        | 1917년 11월 26일 | 1917년 12월 28일 |
| BG.  | 제임스 B. 어윈        | 1917 12월 29일   | 1918년 8월 27일  |
| MG.  | 월터 H. 고든          | 1918년 8월 28일  | 1919년 6월 1일   |
| BG.  | 클래멘트 A. 트로트    | 1939년 10월      | 1940년 10월      |
| BG.  | 프레드릭 E. 울        | 1940년 10월      | 1940년 12월      |
| MG.  | 클레랜스 S. 리들리    | 1941년 1월       | 1942년 8월       |
| MG.  | 듀와드 S. 윌슨        | 1942년 9월       | 1942년 10월      |
| MG.  | 프랭킨 C. 시버트      | 1942년 10월      | 1944년 8월       |
| MG.  | 에드워드 D. 페트릭    | 1944년 8월       | 1945년 3월       |
| MG.  | 찰리 E. 허디스        | 1945년 3월       | 1946년 4월       |
| COL. | 조지 M. 윌리엄슨, Jr. | 1946년 4월       | 1946년 6월       |
| MG.  | 앨버트 E. 브라운      | 1946년 6월       | 1946년 9월       |
| BG.  | 존 T. 피어스          | 1946년 9월       | 1946년 10월      |
| MG.  | 올란도 와드           | 1946년 10월      | 1949년 1월 1일   |
| MG.  | 로버트 T. 프레드릭    | 1950년 10월      | 1951년           |
| ---- | --------------------- | ---------------- | ---------------- |